# نانگارایی
نانِگارایی یا نانِویسایی یا اَنِگاری یا آگرافیا (به انگلیسی: Agraphia) یک اختلال عصبی اکتسابی است که باعث از میان رفتن توانایی برقراری ارتباط از راه نوشتن می‌شود که یا به دلیل نوعی اختلال حرکتی یا ناتوانایی اسپل کردن است. از میان رفتن توانایی نوشتن شاید با زبان یا اختلالات عصبی دیگر نیز همراه باشد؛ همچون: ناخوانایی. اختلالاتی که معمولاً با آگرافیا ظاهر می‌شوند عبارتند از خوانش‌پریشی، زبان‌پریشی، کنش‌پریشی، ادراک‌پریشی، آکالکولیا و دیس‌آرتری. نانگارایی را نمی‌توان مستقیماً درمان کرد، اما افراد می‌توانند تکنیک‌هایی را بیاموزند تا به بازیابی یا بازسازی برخی از توانایی‌های نوشتاری قبلی خود کمک کنند. این تکنیک‌ها بسته به نوع آگرافیا متفاوت است.
آگرافیا را می‌توان به‌طور کلی به دو دسته مرکزی و محیطی تقسیم کرد. آگرافیای مرکزی معمولاً نواحی مربوط به سخن گفتن و زبان را درگیر می‌کند، که باعث اشکال در املا یا تلفظ حرف حرف می‌شود و اغلب با سایر اختلالات زبانی همراه است. آگرافیاهای محیطی معمولاً علاوه بر زبان، مهارت‌های تشخیص حرکت کلمات و مهارت‌های دیداری-محیطی را نیز هدف قرار می‌دهند و باعث ایجاد مشکل در تلفظ یا حرکات مرتبط با نوشتن می‌شوند. آگرافیای مرکزی ممکن است آگرافیای آفازیک نیز نامیده شود زیرا شامل مناطقی از مغز می‌شود که عملکردهای اصلی آنها به زبان و نوشتار مربوط است. آگرافیا محیطی را می‌توان آگرافیای غیر آفازیک نیز نامید، زیرا شامل مناطقی از مغز می‌شود که عملکردهای آنها مستقیماً به زبان و نوشتار مرتبط نیست (معمولاً فقط مشکل در تشخیص حرکات کلمات).
تصور کنید تصمیم گرفته‌اید لیستی از اقلام مورد نیاز خود را از فروشگاه مواد غذایی یادداشت کنید و متوجه شوید که نمی‌دانید کلمه نان با چه حروفی نوشته می‌شود. یا نوشتن نامه ای صمیمانه و کشف این که کلماتی که نوشته‌اید برای دیگران بی‌معنی هستند. تصور کنید فراموش کنید حرف z چه صدایی می‌دهد. این پدیده همان چیزی است که به عنوان آگرافیا یا از دست دادن توانایی برقراری ارتباط نوشتاری، ناشی از آسیب مغزی شناخته می‌شود.
تاریخچه آگرافیا به اواسط قرن چهاردهم بازمی‌گردد، اما در نیمه دوم قرن نوزدهم بود که مورد توجه بالینی قرار گرفت.

## مدیریت اختلال
آگرافیا را نمی‌توان مستقیماً درمان کرد، اما افراد می‌توانند برای بازیابی برخی از توانایی‌های نوشتاری خود کارهایی را انجام دهند.
برای مدیریت آگرافیا و واج‌شناختی، افراد برای به خاطر سپردن کلمات کلیدی، مانند نام شخص یا نام شیء آشنا، آموزش می‌بینند که می‌تواند به آنها کمک کند تا نمودار آن واج را تشکیل دهند. مدیریت نانگارایی می‌تواند به سادگی با داشتن کارت‌های الفبا انجام شود، بنابراین فرد می‌تواند با برداشتن کارت‌های دارای حروف صحیح و قرار دادن آنها کنار هم، به‌صورت خوانا کلمات را بنویسد. روش‌های توانبخشی کمی برای بهبود این اختلال وجود دارد. اگر فرد کنترل بیشتر یا حرکت روان تری روی دست خود در تایپ کردن نسبت به دست خط داشته باشد، می‌تواند از دستگاه‌های جدید وابسته به تکنولوژی استفاده کند. ارسال پیامک و تایپ به همان حرکات فنی نیاز ندارد که در نوشتار با دست انجام می‌شود. برای این روش‌های تکنولوژیکی، تنها قرار دادن انگشتان در مکان درست برای تایپ مورد نیاز است و این روش بسیار ساده‌تر از روش قدیمی و نوشتاری است.

## تاریخچه
در سال ۱۵۵۳، در کتاب Arte of Rhetorique اثر توماس ویلسون اولین توصیف شناخته شده را از آنچه اکنون آگرافیا یا نانگارایی اکتسابی نامیده می‌شود، انجام شده‌است اما در نیمه دوم قرن نوزدهم، از دست دادن توانایی زبان نوشتاری مورد توجه عمومی قرار گرفت.

## واژه‌شناسی
«اَ» (a) یک پیشوند پروا-هندو-اروپایی در پارسی و انگلیسی است که همچون «ان»، «نا» و «بی» نبود یک ویژگی را می‌رساند. «گِراف» در یونانی(γράφω) برابر «نِگار»(negâr) در پارسی می‌باشد.